# Norman Pierce
Norman Pierce (5 de setembro de 1900 - 22 de março de 1968) foi um ator britânico, nascido em Southport, Lancashire. Morreu em 22 de março de 1968. Foi ativo entre as décadas de 1930 e 1960.

## Filmografia selecionada
- Everything Is Thunder (1936)
- 'Busman's Holiday (1936)
- This Green Hell (1936)
- The Crimes of Stephen Hawke (1936)
- As Quatro Penas Brancas (1939)
- Saloon Bar (1940)
- The Case of the Missing Scene (1951)
- The Magic Box (1951)
- Angels One Five (1952)
- Escape Route (1952)
- When Knighthood Was in Flower (1953)
- Tread Softly Stranger (1958)
- The Brides of Dracula (1960)